# Vrhovine (Horvátország)
Vrhovine falu és község Horvátországban Lika-Zengg megyében. Közigazgatásilag Donji Babin Potok, Gornje Vrhovine, Gornji Babin Potok, Rudopolje, Turjanski és Zalužnica települések tartoznak hozzá.

## Fekvése
Otocsántól légvonalban 15 km-re, közúton 17 km-re keletre, az Otocsánból Korenicára vezető 52-es számú főút mellett fekszik. A településnek vasútállomása van az Ogulin – Knin vasútvonalon. A község területe a Kis-Kapela lejtői és a Plitvicei-tavak Nemzeti Park között terül el. A tengerszint feletti magasság 500 méter (Zalužnica) és 1150 méter (Javornik) között váltakozik.

## Története
Vrhovine területe már az i. e. 1400 körüli időben a középső és a késő bronzkor idején is lakott volt. A Vatinovac hegy alatti Bezdanjača barlangban a falutól 2 km-re nyugatra emberi maradványokat és használati tárgyakat találtak. A barlang két részből állt. Egyik része lakóhely céljára, a másik temetkezésre szolgált. Ez az egyik legnagyobb barlangi temető a Lika területén több mint 250 csontvázzal. Az ember akkor már szelídített állatok (szarvasmarhák, juhok, kecskék, kutyák) között élt és gabonát termesztett. A leletek betekintést nyújtanak az akkor itt élt emberek életébe, akik a térség őslakosságának az illíreknek az elődei voltak. A falu területe a horvát királyok idejében a legősibb horvát megyéhez, Gackához tartozott. A 13. század végétől a Frangepánok uralma alá került, akik várat is építettek ide. 1449-ben a család birtokainak megosztásakor ezt a területet Otocsánnal, Prozorral és Dabarral együtt Frangepán Zsigmond kapta. Ez egyben a település („Wyrhowina Gatensis” néven) első írásos említése. Ekkor még lakói kizárólag római katolikusok voltak. 1502-ben az egyházi tized szedésének ügyében vita támadt az otocsáni és a zenggi püspökség között és II. Ulászló magyar király úgy döntött, hogy Vrhovine, Dabar, és a Gacka folyó környékének plébániáit az otocsáni püspök fennhatósága alá rendeli.
1522-ben a Karlovics János horvát bán vezette horvát sereg Vrhovine mellett vert meg egy török sereget. "Stari Perušić" vára a falutól egy órányi gyalogútra egy magaslaton áll. Franz Fras leírása szerint a vár falai és ciszternája még 1834-ben is láthatók voltak. Ez a vár a horvát Perušić családé volt. Amikor 1527-ben a török elfoglalta Lika nagy részét és Korbavát a várat megerősítette és a horvát végek elleni támadások támaszpontja lett. Ezért 1642-ben Frangepán Gáspár megrohanta, török őrségét elűzte és a várat felgyújtotta. Ezután már nem építették újjá. Ugyanebben az évben foglalta el Frangepán Gáspár a közeli alacsony dombon állt Crna Vlast várát is. Ennek helyén már az ókorban is erődített település volt, mert területéről a rómaiakra jellemző hamvaszásos sírok kerültek elő. 1774-ben egy pásztor egy edényben elrejtett Mátyás király korában vert 60 darab aranydukátot talált itt. Crna Vlast felett ásatásokat is végeztek és különböző forrasztott fémdarabokat találtak. Fras 1834-ben két régi templom romjait is látta itt. Crna Vlast neve a katonai határvidék idejében Donje Vrhovine volt. Itt volt egykor az otocsáni határőrezred 7. századának parancsnoksága. Ezért itt postahivatal is működött és 1837-ben megnyitották népiskoláját is.
1657-ben a zenggi és otocsáni kapitányok vezette horvát sereg a gacka mezőn verte szét a Brazovacot, Rudopoljét, Vrhovinét és Dabart fosztogató hatezer fős török sereget. 1663. szeptember 16-án a Zrínyi Péter és Frangepán Ferenc Kristóf vezette négyezer fős horvát sereg Vrhovine mellett a mai Zalužnicánál egy hegyszorosban nagy küzdelemben aratott győzelmet Ali pasa mintegy nyolcezer fős serege felett. A török vesztesége 2700 halott és 370 fogoly volt, a többieket kiűzték az országból. A győzelem jelentőségét fokozza, hogy a török ezután már nem kísérletezett a Gacka vidékének elfoglalásával. A biztonságossá vált területre megkezdődhetett a lakosság betelepítése. Vrhovine lakói legnagyobbrészt a 17. században a török által elfoglalt területekről betelepített pravoszláv vallású vlachok leszármazottai, akik 1800 után szerbeknek nyilatkoztatták ki magukat. 1837-ben Gornje és Donje Vrhovinének együtt 152 háza volt 1859 lakossal. Ebből 1757 görögkeleti és 102 római katolikus vallású volt. A pravoszlávok korábban a sinaci parókiához tartoztak, később azonban önálló parókiájuk lett. A katonai határőrvidék megszüntetése után Vrhovine egy nagy területű község központja lett, melyhez a Plitvivei-tavak vidéke is hozzá tartozott. A falunak 1857-ben 1542, 1910-ben 1346 lakosa volt. 1918. június 11-én a likai vasútvonal Plaški – Vrhovine szakaszának megnyitásával Vrhovine ennek egyik fontos vasútállomása lett. A trianoni békeszerződésig Lika-Korbava vármegye Otocsáni járásához tartozott. Ezt követően előbb a Szerb-Horvát-Szlovén Királyság, majd Jugoszlávia része lett. 1991-ben alakult meg újra az önálló Vrhovine község, melynek szerb lakossága még ez évben a Krajinai Szerb Köztársasághoz csatlakozott. A horvát hadsereg 1995. augusztus 6-án a Vihar hadművelet keretében foglalta vissza a község területét. Ma itt haladnak át a Zenggről Otocsánon keresztül a Plitvicei-tavakhoz és a boszniai Bihácsra menő autóbuszjáratok. A falunak 2011-ben 473, a községnek összesen 1403 lakosa volt.

## Lakosság
| Lakosság változása | Lakosság változása | Lakosság változása | Lakosság változása | Lakosság változása | Lakosság változása | Lakosság változása | Lakosság változása | Lakosság változása | Lakosság változása | Lakosság változása | Lakosság változása | Lakosság változása | Lakosság változása | Lakosság változása | Lakosság változása |
| ------------------ | ------------------ | ------------------ | ------------------ | ------------------ | ------------------ | ------------------ | ------------------ | ------------------ | ------------------ | ------------------ | ------------------ | ------------------ | ------------------ | ------------------ | ------------------ |
| 1857               | 1869               | 1880               | 1890               | 1900               | 1910               | 1921               | 1931               | 1948               | 1953               | 1961               | 1971               | 1981               | 1991               | 2001               | 2011               |
| 1.542              | 2.553              | 2.172              | 1.102              | 1.187              | 1.346              | 1.530              | 1.558              | 1.152              | 1.111              | 1.144              | 1.005              | 951                | 873                | 451                | 473                |

## Nevezetességei
Mihály arkangyal és Gábriel arkangyal tiszteletére szentelt pravoszláv templomát 1764-ben építették, 1973-ban megújították. 1995-ben a horvát csapatok ellentámadása során súlyos károkat szenvedett, de azóta újjáépítették. Egyhajós épület sokszögletű szentéllyel. A homlokzat előtt áll alul négyszögletes, felül nyolcszögű zömök harangtornya, melynek alsó részén van a templom bejárata.